# 百済王教俊
百済王 教俊（くだらのこにきし きょうしゅん）は、平安時代初期の貴族。官位は従五位上・出羽守。

## 経歴
従五位下に叙爵後、延暦18年（799年）下野介に任ぜられる。その後、左衛士佐として京官に遷り、延暦25年（806年）美濃守を兼ねている。同年の桓武天皇の崩御に伴う平城天皇への代替わりに際しては、桓武天皇の葬儀における作路司や、斎内親王を迎えるための伊勢神宮への使者などを務めた。
平城朝では鎮守将軍を務めたほか、大同3年（808年）6月には陸奥介を兼ねるなど蝦夷征討に従事した。しかし、教俊は鎮守将軍の官職にありながら鎮守府（胆沢城に所在）に詰めずに、遠く離れた陸奥国府（多賀城に所在）に常在していたことから、非常事態発生時に適切に対応できないとして、改善すべき旨の勅令を受けている。
その後も、大同4年（809年）下野守、弘仁3年（812年）出羽守と、東国の地方官を歴任した。またこの間、時期は不明ながら従五位上に昇叙されている。

## 官歴
『六国史』による。
- 時期不詳：従五位下
- 延暦18年（799年） 9月10日：下野介
- 時期不詳：左衛士佐
- 延暦25年（806年） 正月28日：兼美濃守
- 時期不詳：鎮守将軍
- 大同3年（808年） 6月9日：兼陸奥介
- 大同4年（809年） 正月16日：下野守
- 時期不詳：従五位上
- 弘仁3年（812年） 11月20日：出羽守

## 系譜
- 父：百済王俊哲
- 母：不詳
- 生母不明の子女
  - 男子：百済王慶仲
  - 女子：百済王慶命　嵯峨天皇尚侍(子孫には藤原道長の妻源明子や堀河天皇)
  - 女子：百済王永慶 - 仁明天皇宮人[4]、女孺